# Mauern
Mauern là một đô thị thuộc huyện Freising trong bang Bayern nước Đức. Đô thị Mauern có diện tích 24,14 km², dân số thời điểm 31 tháng 12 năm 2006 là 2733 người.